# أولغا رادج
أولغا رادج (بالإنجليزية: Olga Rudge) (13 أبريل 1895 – 15 مارس 1996) هي عازفة كمان بدرجة عالية من الكفاءة أميركية المولد، تُذكر اليوم بشكل رئيس بصفتها عشيقة الشاعر عزرا باوند لوقت طويل، الذي أنجبت منه ابنتها، ماري.
عازفة كمان محترفة موهوبة وبشهرة عالمية، طغت على مواهبها الكبيرة وشهرتها موهبة وشهرة عشيقها، الذي بدت راضية بالبقاء تحت ظله. بدوره، كان مُخلصًا -لا نقول وفيًا- لها أكثر من أي من عشيقاته الأخريات. كرس المقطع الشعري الأخير من قصائده الأسطورية  الأناشيد لها، ولاءً وامتنانًا لدعمها الشجاع والمخلص له خلال احتجازه لمدة 13 سنة في مستشفى الأمراض العقلية؛ وذلك لاتهامه بالقيام بنشاطات خائنة ضد الولايات المتحدة ودعم نظام بينيتو موسوليني الفاشي. دافعت أيضًا عن باوند أمام اتهامه بمعاداة السامية. في آخر 11 سنة من حياة باوند، كانت رادج رفيقته المخلصة ومساعدته وممرضته، إذ غرق في صمت غريب ومطول.
عاشت رادج بعد وفاة باوند 24 سنة، بقيت في منزل صغير في البندقية كانت قد شاركته معه. في سنواتها الأخيرة، علاقتها المستمرة الصعبة مع ماري -ابنتها الوحيدة- جعلتها ضعيفة أمام أنظار الأطراف ذوي النوايا السيئة، أدى هذا الأمر إلى الوضع المُحزن الذي وصفه جون بيرندت في كتابه مدينة الملائكة المتساقطة، وهو الوضع الذي لم تستطع رادج أن تشرح به كيف وجدت أوراق باوند ورسائله -التي في حوزتها- طريقها إلى جامعة ييل. أجبرتها صحتها المتدهورة في نهاية الأمر إلى ترك البندقية التي تحبها وقضاء أيامها الأخيرة مع ابنتها. توفيت رادج قبل شهر من عيد ميلادها بعمر 101 ودُفنت إلى جانب باوند في مقبرة جزيرة سان ميشيل في البندقية.

## سيرتها المهنية
قابلت رادج الشاعر عزرا باوند أول مرة حين استعرض حفلة موسيقية قدمتها في قاعة آيوليان في شهر نوفمبر عام 1920، مُعجبًا «بقوتها الرقيقة في العزف على الكمان»، لكن نقد ما وصفه «بالطَرق على البيانو» لمرافقتها ريناتا بورغاتي. استمرت رادج في شراكتها مع بورغاتي ومتابعةً اهتمامها في الموسيقا الإيطالية المعاصرة، مُؤديةً حفلات مع بورغاتي وبيزيتي في قاعة باخ في روما عام 1921، وانضمت إلى ريناتا بورغاتي مرة أخرى في قاعة بلييل عام 1922.
جرت واحدة من أولى لقاءاتها مع باوند عام 1923، في باريس في صالون ناتالي بارني. تذكر باوند لاحقًا «تحفظها الرقيق غير الحازم». في ذلك الوقت كان باوند يُنمّي اهتماماته الموسيقية، مؤلفًا مسرحيات الأوبرا ومعززًا عمل المؤلف الموسيقي الأمريكي جورج أنثيل. استمتع أنثيل ورادج بفترة من التعاون المحترف، سجلت هذه الفترة أيضًا بداية علاقتها الجنسية مع باوند. كانت رادج حينها عازفة كمان منفردة ناجحة ومعروفة تعيش في شقة فاخرة في «الضفة اليمنى» المُعتبرة في باريس. لم يكن هناك ما ستكسبه من ارتباطها بشاعر بوهيمي غريب الأطوار مثل باوند، الذي كان بالتأكيد على «الضفة اليسارية» في آراءه وأعماله. تعَد هذه الرغبة بتحدي الأعراف ووضع سمعتها على المحك الخصائصَ المميزة لعلاقتها الطويلة مع باوند.
في شهر ديسمبر من عام 1923، قدمت رادج مع أنثيل حفلًا موسيقيًا في قاعة الكونسيرفاتوار، لم يتضمن أعمالًا لموزارت وباخ وأنثيل فقط، بل أيضًا مقطوعة عزرا باوند «مقطع من أجل الكمان». أن يقوم عازف كمان منفرد مشهور بتأدية عمله هي بالضبط الدعاية التي رغب بها باوند، المؤلف الموسيقي الطموح. في عام 1924، عزفت رادج مع أنثيل «موسيقى أمريكية» في صالة بلييل. ضمت هذه الحفلة الموسيقية أعمالًا لباوند ومقطوعة أنثيل «السوناتا الثانية» أيضًا، المخصصة لرادج. من عام 1923 وبعد، كانت رسائل باوند لرادج نصائحَ لمهنتها. أوصاها بشدة أن تهتم أكثر برُعاتها (أمرٌ هو بنفسه لم يفشل بفعله)، ووبخها لقلة اهتمامها بتعليقات الصحافة حول حفلاتها الموسيقية.
بحلول عام 1924، انتقل باوند وزوجته، دوروثي شيكسبير، من باريس إلى بلدة رابالو في إيطاليا. كانت رادج حينها في خضم علاقتها الغرامية المستمرة مع باوند، وزارته عدة مرات. من ذلك الوقت، قسم باوند وقته بالتساوي بين رادج وزوجته، استمر هذا الوضع حتى الحرب العالمية الثانية.
في ربيع عام 1925، اضطُرت رادج للانسحاب من جولة موسيقية كان قد خُطط لها في الولايات المتحدة؛ لأنها كانت حبلى من باوند. في 9 يوليو من عام 1925، أنجبت طفلتها ماري في المستشفى المحلي في مدينة بريكسن في مقاطعة جنوب تيرول. حرصًا على تفادي وصم مسيرتها المهنية بطفل غير شرعي، دفعت رادج النقود لعائلة قروية حتى تعتني بابنتها في قرية غايس في جنوب تيرول (وهي قرية إيطالية يتكلم سكانها اللغة الألمانية).
ظلت غير مبالية حول وصمها بأنها عشيقة رجل متزوج، واستمر ارتباطها مع باوند دون توقف. استأنفت مسيرتها المهنية من خلال حفلة موسيقية في قاعة بلييل عام 1926، إذ عزفت في العرض الافتتاحي لأوبرا باوند الجديدة، عهد الكمان. استمرت شراكتها مع أنثيل من خلال حفلات موسيقية في العواصم الأوروبية، وفي ذلك الوقت بدأت تتخصص في أعمال موزارت. كانت حينها أشهر عازفة كمان منفردة، تعزف أمام حكام الدول والقادة السياسيين في أوروبا.
في عام 1928، اشترى لها والدها منزلًا صغيرًا في البندقية، متوضعًا في منطقة كال كيريني. سُمي «العش المخفي»، كان من المفترض أن يكون منزلها لبقية حياتها. بدأت تنمي هناك غريزة الأمومة، بإحضار ابنتها ماري في زيارات متقطعة. كانت بدايةً لعلاقة صعبة معقدة بين أم وابنتها. كان وجود ماري سرًا محفوظًا على نحو وثيق: لم يُفصح باوند عنه لوالده حتى عام 1930. بقي باوند أكثر الأحيان مع رادج في أثناء زيارات ابنتهم للبندقية. لكن، كثيرًا ما حرص الثنائي على البقاء بمفردهم، ولذلك استأجرت رادج منزلًا قرب منزل باوند وزوجته، وهناك تمكن الثنائي من مواصلة علاقتهم الغرامية، لا تعترضها زوجة ولا أولاد (كان لباوند ولد ربيب، اسمه عمر، وهو ابن دوروثي من أب غير معروف، يُعتقد أنه مصري).
كانت ثلاثينيات القرن العشرين سنين الكساد العالمي الذي أثر على كل الصناعات من ضمنها صناعة الموسيقا، إذ واجه معظم الرعاة وجمهور الحفلات الموسيقية والمحافل بأنواعها والفنانين مشاكل مالية. لتغطية مصاريفها، عملت رادج أمينة للأكاديمية الموسيقية في مدينة سيينا. تمكنت من الاستمرار في مسيرتها الموسيقية، بعزفها في سلسة حفلات سنوية تدعى كونسيرتو (مقطوعات) تيغولياني التي نظمها باوند في رابالو. في هذا الوقت، أصبح باوند ورادج من الشخصيات الرئيسة في حركة إحياء أنطونيو فيفالدي. كانت حفلات كونسيرتو تيغولياني مكرسة لفيفالدي، وخصوصًا أعماله الأقل شهرة. للتحضير لهذه الحفلات، درست رادج العديد من المدونات الموسيقية الأصلية لفيفالدي المحفوظة في مدينة تورين. حاولت أن تنظم رابطةً لفيفالدي في البندقية، لكن لم يُكتب لها النجاح. عام 1938، أسست «مركز دراسات فيفالدي» في «أكاديمية تشيغيانا»، وهو مخصص لأعمال فيفالدي.
كان باوند ورادج قارئين مهتمين لروايات أدب الغموض والروايات البوليسية: كان حينها عصر أجاثا كريستي، التي اكتسبت ثروة من كتبها. في السعي للقيام بالمثل، بدأ باوند مع رادج في ثلاثينيات القرن العشرين بتأليف رواية بوليسية، لكنها لم تُستكمل، عنوانها «السدادة الزرقاء»، تمحورت حول مغامرات محقق من مقاطعة سَري. مع اقتراب الحرب العالمية الثانية، قللت رادج من جولاتها خارج إيطاليا، كانت آخرها حفلة في لندن عام 1935. بذلك الوقت، كان باوند مواليًا بشدة لموسوليني وبدأ بإذاعة وجهات نظره في راديو روما، بدعمٍ من رادج. في عام 1941، فكرا بالعودة إلى الولايات المتحدة خلال فترة الحرب. قرر باوند في النهاية عكس ذلك، فآثرا البقاء في إيطاليا أثناء الحرب. فشلْ باوند -في مرحلة حرجة- في إعلان ولائه لبلده الأم في فترة الحرب، طارده ذلك من نهاية الحرب حتى نهاية حياته. أما بالنسبة لرادج، فتعين عليها العيش مع تهمة أنها كانت عشيقة شخصٍ خائن لوطنها.